# Black Mountain College

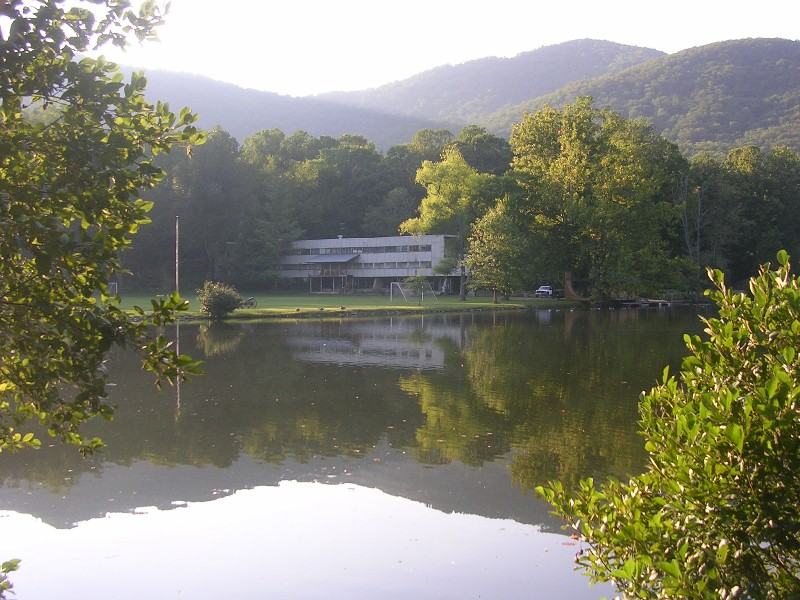
Black Mountain College.

Black Mountain College var en experimentell skola som grundades 1933 i staden Black Mountain i North Carolina. 
Tanken var att en skola bör grundas på en liberal och icke-hierarkisk grund. Dessa tankar stod i skarp kontrast till de flesta andra skolor vid denna tid. Två av de första professorerna var konstnärerna Josef och Anni Albers, vilka hade flytt från Tyskland efter nazisternas nedläggning av Bauhaus där de var verksamma. Dessa båda konstnärer gjorde så att unga konstnärer från hela USA sökte sig till Black Mountain College. Under 1940-talet var många av tidens stora namn föreläsare och gästlärare vid skolan, sådana som Walter Gropius, Jacob Lawrence, Willem de Kooning, Robert Motherwell, John Cage, Alfred Kazin, Merce Cunningham, Paul Goodman, Buckminster Fuller  och Charles Olson. Under denna tid genomfördes även några av USA:s första så kallade performances på skolan.
Mot slutet av 1940-talet hade skolan ett högt anseende, med studenter som senare skulle bli riktigt berömda, som Robert Rauschenberg, Cy Twombly, Jonathan Williams, Robert Creeley, Ed Dorn, Robert Duncan och John Wieners. I skolledningen satt under perioder framträdande poeter och vetenskapsmän som exempelvis William Carlos Williams och Albert Einstein. Skolan propagerade för tvärvetenskapliga studier. Utbildningarna i poesi och fotografi var bland de mest uppskattade och efterbildades senare av andra institutioner runt om i USA.
Kring 1953 lämnade många av såväl studenterna som lärarna Black Mountain till förmån för universiteten i San Francisco och New York. Skolans verksamhet lades ner 1957.